# Megachile chiangmaiensis
Megachile chiangmaiensis is een vliesvleugelig insect uit de familie Megachilidae. De wetenschappelijke naam van de soort werd voor het eerst geldig gepubliceerd in 2020 door Nontawat Chatthanabun en Natapot Warrit.